# ソコリ・アラヨス
ソコリ・アラヨス（ハンガリー語:  - Szokolyi Alajos、スロバキア語:  - Alojz Sokol、1871年6月19日 - 1932年9月9日）は、ハンガリーの陸上競技選手である。彼は1896年に開催されたアテネオリンピックに出場して、100メートル走で3位に入賞した。

## 経歴
ソコリ・アラヨスは、1871年にスロバキアのバンスカー・ビストリツァ州Brezno（en:Brezno District）郡Hronec（en:Hronec）で誕生した。
ソコリは、1896年のアテネオリンピックにハンガリー代表として参加した。100メートル走で彼は予選で12秒75を記録して、アメリカ代表のフランシス・レーンに続いて2位に入り、ともに決勝に進んだ。決勝ではアメリカ代表のトーマス・バーク、ドイツ代表のフリッツ・ホフマンが1位と2位でゴールした。ソコリは、上位の二人に続いてゴールし、決勝で12秒6を記録した3人の選手の中の1人だった。公式記録では、彼と激しい順位争いを演じたフランシス・レーンが同着で3位となり、同じく12秒6を出したギリシャ代表のAlexandros Khalkokondilis（en:Alexandros Khalkokondilis）が僅差で5位となった。
ソコリはこのオリンピックで三段跳と110メートルハードルにも参加した。三段跳では11メートル26の記録で4位に入った。
110メートルハードルでソコリは予選1組に出場した。この組ではイギリス代表のグラントリー・ゴールディングが18秒4で1位となった。途中まで2位につけていたソコリは、最後のハードルにぶつかって躓いてしまい、フランス代表のFrantz Reichel（en:Frantz Reichel）に抜かれたため、予選を通過できなかった。
彼は1932年にハンガリーのペシュト県に属するBernecebaráti（en:Bernecebaráti）で死去している。